# Gonzaga callipterus
Gonzaga callipterus är en insektsart som beskrevs av Banks 1944. Gonzaga callipterus ingår i släktet Gonzaga och familjen guldögonsländor. Inga underarter finns listade i Catalogue of Life.